# Murrough O'Brien, 1:e earl av Inchiquin
Murrough O'Brien, 1:e earl av Inchiquin, född 1614, död den 9 september 1674, var en irländsk ädling.
Inchiquin var på 1640-talet en av ledarna vid det stora irländska upprorets undertryckande och sattes av engelska parlamentet till president över Munster. Han övergick 1648 till Karl I:s anhängare, stred tappert mot parlamentets trupper, men nödgades efter Cromwells segrar fly ur landet 1650. Karl II gav honom 1654 earltitel, och efter restaurationen 1660 återvände han till Irland.